# The Uninvited Pests
The Uninvited Pests est un cartoon de la série Heckle et Jeckle, réalisé par Connie Rasinski et sorti en 1946.